# James Skea
James Skea   (Dundee, 1 de setembre de 1953) és un científic escocès. D'ençà del juliol de 2023 és president del Grup Intergovernamental sobre el Canvi Climàtic per al seu setè cicle d'avaluació, i professor d'energia sostenible a l'Imperial College London. Abans de ser escollit com a president, Skea va ser copresident del Grup de Treball III de l'IPCC. Va ser membre fundador del Comitè de Canvi Climàtic del Govern del Regne Unit i actualment presideix la Comissió de Transició Justa d'Escòcia. Va ser coautor de l'«Informe especial sobre l'escalfament global d'1,5 °C» de l'IPCC 2018.
Skea ha estat implicat amb l'IPCC des que es va crear a la dècada de 1990. Va ser nomenat director de l'Economic and Social Research Council entre 1995 i 1998, director d'investigació al Centre de Recerca d'Energia del Regne Unit del 2004 al 2012, membre del Comitè del Canvi Climàtic del Regne Unit des dels seus inicis el 2008 fins al 2018. També va ser president de l'Energy Institute del 2015 al 2017 i és membre de l'Engineering and Physical Sciences Research Council.